# Ptilopsis
 Ptilopsis  es  un género de aves estrigiformes de la familia Strigidae. Se reconocen las siguientes dos especies, ambos nativos de África:
- Ptilopsis leucotis (Temminck, 1820)
- Ptilopsis granti (Kollibay, 1910)